# Prata di Pordenone
Prata di Pordenone es una localidad y comune italiana de la provincia de Pordenone, región de Friuli-Venecia Julia, con 8.423 habitantes.

## Evolución demográfica
| Gráfica de evolución demográfica de Prata di Pordenone entre 1861 y 2001 |
|                                                                          |
| Fuente ISTAT - elaboración gráfica de Wikipedia                          |